# Martinuscollege
Het Martinuscollege is een middelbare school in Grootebroek in Noordwest-Nederland. Alle richtingen van het voortgezet onderwijs worden aangeboden, waaronder lwoo, vmbo, havo en vwo. Vwo wordt op het Martinus in beide vormen aangeboden: zowel atheneum als gymnasium. Het gebouw is drie verdiepingen hoog en verdeeld in vijf sectoren: A, B, C, D en T. 
De school trekt veel leerlingen uit de regio, bijvoorbeeld uit de steden en dorpen: Andijk, Venhuizen, Wervershoof, Hoogkarspel, Bovenkarspel, Hem, Enkhuizen, Hoorn en Westwoud.

## Geschiedenis
Het Martinuscollege is ontstaan uit een fusie van drie scholen: het Marcuscollege, de Hoeksteen en de Odulphus-mavo. De fusieschool heette de eerste twee jaar Hoeksteen-MarcusCollege, maar sinds 1992 draagt de school de naam Martinuscollege. Dit is een verwijzing naar de heilige Martinus van Tours. Zowel de Hoeksteen als het Marcuscollege waren al voor de feitelijke fusie in hetzelfde schoolgebouw gevestigd. Dit pand heeft gedurende het bestaan van de school meerdere verbouwingen en uitbreidingen ondergaan. Zo werd de vleugel van het vmbo vernieuwd en werd in 2006 ook een mavo-afdeling bijgebouwd.
Op 9 januari 2024 brak er op het Martinuscollege een brand uit. Deze brand brak uit in een technische ruimte van een kort daarvoor gerenoveerd deel van de school.

## Onderwijsfaciliteiten
Leerlingen en docenten maken gebruik van een mediatheek die te vinden is op de tweede verdieping. Iedere leerling heeft een schoolpas waarop de naam, het leerlingnummer en andere informatie staat. Ook bevat de pas een foto van de leerling en een barcode. Op het schoolterrein is ook sporthal De Balans te vinden, met daaronder een fietsenstalling voor de bovenbouw. De school heeft een e-doe+lab, waar leerlingen gebruik kunnen maken van een VR-bril, greenscreen, opnamestudio en computers. Ook is er aan de zuidkant restaurant De Mantel waar leerlingen leren koken en serveren. Het Martinus heeft verder een grote techniekafdeling.

## Bekijk ook
- Lijst met scholen in Nederland